# Крістіан Мортенсен
Томас Пітер Торвальд Крістіан Фердінанд Мортенсен (дан. Thomas Peter Thorvald Kristian Ferdinand Mortensen; 16 серпня 1882 року, село Скоруп (нині в комуні Скандерборг, Центральна Ютландія), Данія — 25 квітня 1998 року, Сан-Рафаель, Марін, Каліфорнія, США) — дансько-американський довгожитель. На момент смерті він був найстарішим повністю верифікованим чоловіком в історії, чий вік не викликає сумнівів. Мортенсен був хрещений в церкві «Fruering» 26 грудня 1882 року. Окрім церковних записів про хрещення, його вік також підтверджується даними переписів населення Данії 1890 і 1901 років, документами про імміграцію, а також церковними записами 1896 року.

## Життєпис
Крістіан Мортенсен народився 16 серпня 1882 року в сім'ї кравця в селищі Скоруп, недалеко від міста Скандерборг, Данія. В 1898 році у віці 16 років він став учнем кравця в Скандерборгу , а пізніше почав працювати робітником на фермі. У 1903 році Мортенсен емігрував до Сполучених Штатів. Спочатку він подорожував, працюючи кравцем, а пізніше оселився в Чикаго, де жили його родичі. Мортенсен змінив безліч місць проживання і роботи, включаючи посаду молочника і робітника на консервному заводі. Він був одружений біля 10 років, однак шлюб не виявився щасливим і Мортенсен не нажив дітей. Більше він не заводив серйозних стосунків з жінками. У 1950 році він оселився в Техасі.
В 1973 році Крістіан Мортенсен самостійно приїхав до будинку для літніх людей «Aldersly Retirement Community» в Сан Рафаелі (околиці Сан Франциско), Каліфорнія, і заявив його працівникам, що хоче залишитися. Там він і прожив останні 25 років свого життя.
Іноді Мортенсен дозволяв собі викурити сигару, стверджуючи, що помірне куріння не завдає серйозної шкоди. Крістіан любив рибу і м'ясо птиці, але уникав вживання в їжу червоного м'яса. Спрагу Мортенсен тамував кип'яченою водою. В останні роки життя він майже втратив зір і майже весь час проводив в кріслі-гойдалці, слухаючи радіо. На момент його смерті в живих не залишилося нікого з його родичів. На святкуванні свого 115-го дня народження він дав пораду: "Друзі, хороша сигара, багато хорошої води, ніякого алкоголю, позитивне мислення і багато співу — це те, що продовжить ваше життя надовго".
Помер Крістіан Мортенсен 25 квітня 1998 року, у віці 115 років і 252 днів.

## Рекорди довголіття
У серпні 1997 року Мортенсен розраховував отримати від Книги рекордів Гіннеса титул «Найстарішого жителя Землі», але сталося непорозуміння - інша кандидатура була розглянута в останній момент, і 14 серпня 1997 року найстарішою мешканкою Землі була визнана 116-річна Марі-Луїза Мейо з Канади. Незадоволений Мортенсен пробурчав: «Вони зробили це лише заради того, щоб зіпсувати мені мій день народження» (йому залишалося 2 дні до його 115-річчя). Проте, коли була виявлена ще одна людина старіша за нього (американка Сара Кнаус), Крістіан пом'якшав і пожартував: «Се ля ві». І все ж Мортенсен отримав титул «Найстарішого з живих чоловіків», хоча він і не був офіційним (офіційний статус титулу був перерваний з моменту смерті Джона Еванса в 1990 році і до середини 2000-х). Він є найстарішим з усіх чоловіків, які будь-коли жили в США, а також найстарішою людиною, яка будь-коли жила в Данії і Нордичних країнах загалом. На момент смерті, Мортенсен посідав друге місце серед найстаріших повністю верифікованих нині живих людей, поступаючись лише своїй співвітчизниці Сара Кнаус. Він був останньою людиною, яка народилась в 1882 році.

## Цікаві факти
- Мортенсен — єдиний зі скандинавів, який прожив більше 113 років (Астрід Захрісон зі Швеції померла на свої 113-ті уродини).
- Мортенсен помер в 115 років на 115-й день року.